# Andrew Hampsten
Andrew "Andy" Hampsten, född 7 april 1962 i Columbus, Ohio, är en amerikansk före detta professionell tävlingscyklist.

## Karriär
Andrew Hampsten slog igenom under sitt första år som professionell 1986 då han vann Schweiz runt och slutade fyra i Tour de France som hjälpryttare åt segraren Greg LeMond. Hampsten upprepade sedan sin seger i Schweiz runt 1987.
Hampstens största seger kom 1988 då han vann Giro d'Italia. Hampsten vann den 205 kilometer långa tolfte etappen mellan Novara och Selvino och tog sedan över den rosa ledartröjan, maglia rosa, då han slutade tvåa bakom nederländaren Erik Breukink på den 120 kilometer långa fjortonde etappen mellan Chiesa in Valmalenco och Bormio. Etappen till Bormio gick genom Gaviapasset i en snöstorm. Hampsten vann sedan även etapp 18, ett tempolopp, och segrade till slut med 1 minut och 43 sekunder till godo på Breukink i sammandraget.
1992 upprepade Hampsten fjärdeplatsen i Tour de France från 1986. Han vann även etappen uppför Alpe d'Huez.

## Meriter
Giro d'Italia
 Totalseger – 1988
 Bergspristävlingen – 1988
3 etapper
Tour de France
 Ungdomstävlingen – 1986
1 etapp
Schweiz runt – 1986, 1987
Romandiet runt – 1992
Subida a Urkiola – 1989, 1990

### Resultat i Grand Tours
| Grand Tour      | 1985 | 1986 | 1987 | 1988 | 1989 | 1990 | 1991 | 1992 | 1993 | 1994 | 1995 |
| --------------- | ---- | ---- | ---- | ---- | ---- | ---- | ---- | ---- | ---- | ---- | ---- |
| Giro d'Italia   | 20   | -    | -    | 1    | 3    | -    | -    | 5    | 14   | 10   | 58   |
| Tour de France  | -    | 4    | 16   | 15   | 22   | 11   | 8    | 4    | 8    | -    | -    |
| Vuelta a España | -    | -    | -    | -    | -    | -    | -    | -    | -    | -    | -    |

X = Bröt loppet

## Stall
- SRC Levi's-Raleigh 1985
- Mengoni 1985
- La Vie Claire 1986
- 7-Eleven 1987–1990
- Motorola 1991–1994
- Banesto 1995
- US Postal Service-Montgomery 1996